# Hartley-oscillator

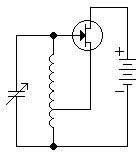
Hartley-oscillator-schakeling met spoel met middenaftakking.

De Hartley-oscillator is een elektronische oscillatorschakeling waarin de afgestemde kring wordt gevormd door twee in serie geschakelde spoelen met daaraan parallel een condensator. Hoewel het niet noodzakelijk is dat de spoelen inductief gekoppeld zijn, wordt meestal gebruikgemaakt van een spoel met middenaftakking. De schakeling is in 1915 bedacht door Ralph Hartley.

## Geschiedenis
De Hartley-oscillator is uitgevonden door Ralph Hartley toen hij voor het onderzoekslaboratorium werkte van de Western Electric Company. Hij vond het systeem uit toen hij in 1915 het trans-Atlantische radiotelefonie-systeem van Bell bekeek. In 1946 werd Hartley beloond met de (IRE) IEEE Medal of Honor:
"voor zijn vroege werk met oscillatieschakelingen, voor het herkennen van het verband tussen de totale hoeveelheid informatie die over een systeem met beperkte bandbreedte verstuurd moet worden en de tijd die daarvoor nodig is."

## Werking
Bij deze oscillator belast de transistorcollector de parallel afgestemde kring, bestaande uit twee spoelen en een condensator. Een deel van het radiofrequente signaal wordt opgevangen over de spoel die met de basis van de transistor verbonden is, waardoor de oscillatie in stand blijft.
De oscillatiefrequentie van de Hartley-oscillator wordt bepaald door de waarden van de spoelen en de condensator in de afstemkring. Hiervoor geldt:
{\displaystyle f_{0}={1 \over 2\pi {\sqrt {(L_{1}+L_{2})C}}}}
Het deel van de uitgangsspanning dat wordt teruggekoppeld naar de ingang van de transistor wordt bepaald door de waarden van de twee spoelen, of de positie van de middenaftakking van de spoel als er met maar één spoel gewerkt wordt en kan berekend worden met de volgende formule:
{\displaystyle B={L_{1} \over L_{2}}}
Waarbij:
- B de terugkoppelfactor is;
- L1 de zelfinductie is van de spoel of het deel van de spoel die of dat met de basis van de transistor verbonden is;
- L2 de zelfinductie is van de spoel of het deel van de spoel die of dat met de uitgang verbonden is.

De versterkingsfactor van deze transistor kan berekend worden met:
{\displaystyle A_{v}={L_{2} \over L_{1}}}

### Voordelen
- De frequentie kan geregeld worden door gebruik te maken van een regelbare condensator.
- De amplitude van de uitgangsspanning blijft constant bij iedere frequentie
- De terugkoppelfactor blijft constant tijdens oscillatie.

### Nadelen
- De schakeling is niet bruikbaar als een zuiver sinusvormig signaal nodig is.
- Het uitgangssignaal bevat veel harmonischen.

## Toepassingen
De Hartley-oscillator is een van de eerste oscillatoren die gebruikt werden in het radiodomein.

## Voetnoten
1. ↑  Biografie Ralph V. L. Hartley, IEEE History Center, updated january 23, 2003